# Zelené Předměstí
Zelené Předměstí (německy Grüne Vorstadt) je evidenční část statutárního města Pardubice. Nachází se jihozápadně od historického centra Pardubic, na levém břehu Labe a zároveň levém břehu Chrudimky. V roce 2009 zde bylo evidováno 2590 adres. V roce 2001 zde trvale žilo 30538 obyvatel.
V Zeleném Předměstí leží pardubické hlavní nádraží. Osa železniční trati rozděluje Zelené Předměstí na severní část, patřící k centrálnímu městskému obvodu Pardubice I (v této části se nachází například hlavní nádraží a pivovar), a jižní část, patřící k obvodu Pardubice V: tam spadá Dukla, Višňovka a Jesničánky. Dostihové závodiště západně od sídliště Dukla patří k městskému obvodu Pardubice VI.
Téměř celé Zelené Předměstí spadá do katastrálního území Pardubice. K evidenční části Zelené Předměstí patří ještě nepatrná část katastrálního území Nové Jesenčany (katastrální hranice přiřazuje celé budovy Kpt. Nálepky čp. 2674, 1977, 237, 238 do Nových Jesenčan, zatímco hranice části obce jde napříč těmito budovami) a malá část katastrálního území Dražkovice (budovy Mikulovická 2682 a Chrudimská 2811 s přilehlým parkovištěm).
V části Zelené Předměstí se nachází sídliště Karlovina (sídliště umístěno v jižní části centra města), dále sídliště Dukla (na jihozápadě města) nebo obytný soubor Višňovka. Byl zde založen centrální pardubický hřbitov.